# قلفك (أبرشيوة)
قلفك (بالفارسية: قلفک) هي قرية تقع في إيران في قسم أبرشيوة الريفي.